# Гриндельвальд
Гриндельвальд (нем. Grindelwald) — коммуна в Швейцарии, в кантоне Берн.
Входит в состав округа Интерлакен. Население составляет 4138 человек (на 19 февраля 2008 года). Официальный код — 0576.
Гриндельвальд связан железнодорожным сообщением с Венгеном (через перевал Кляйне-Шайдег) и Интерлакеном, а также в летний период автобусным сообщением с Майрингеном (через перевал Гроссе-Шайдег).

## Фотографии
- Зимой
- Горнолыжная трасса Kleine Scheidegg - Männlichen